# Етнофолізм
Етнофолі́зм (від дав.-гр. ἔθνος — «плем'я», «етнос» + φαῦλος — «поганий», «нікчемний»), також експреси́вний етно́нім — екзоетнонім з негативною конотацією. Належить до пейоративної лексики, спрямованої на вираження неприхильного ставлення однієї етнічної групи чи країни до іншої та до її мовців.
Термін вперше використав американський психолог Абрагам Робак  1944 року.

## Список етнофолізмів
Список наводиться в алфавітному порядку.
- Банабак — зневажливе позначення вірмен або інших вихідців з Кавказу українцями.
- Боші (фр. Boches — від поширеного нім. та голл. прізвища Bosch, «Бош») — зневажлива назва німців в деяких країнах Західної Європи, насамперед у Франції
- Бульбаші — іронічно-зневажливе прізвисько білорусів. Походить від біл. бульба («картопля»).
- Бусурман — прізвисько людей іншої віри (тобто, до нехристиян; переважно до мусульман).[2]
- Гой — у наш час слово «гой» в багатьох мовах позначає неєврея.
- Ганс (від нім. Hans — скорочення від поширеного в Німеччині імені Йоганнес, Йоган — німецької форми біблійного імені Йоханан, Іван), зменшена форма Гансик — після Першої та Другої світової війни використовують у Росії, а також Україні для зневажливого позначення німців, як етносу.
- Ґірі — в Іспанії зневажливе позначення іноземних туристів з північної та центральної Європи, особливо британців.
- Ґрінґо (англ. gringo від ісп. griego — «грек») — в іспано- та португаломовних країнах Латинської Америки зневажлива назва іноземців європеоїдів, зокрема американців.
- Джеррі — зневажлива назва німців переважно британцями та американцями під час Другої світової війни.
- Джон Булль — прізвисько типового англійця.
- Довгоносі — так китайці називали білих (європейців або американців).
- Жиди — етнонім на позначення євреїв[3] у лексиці багатьох народів, зокрема, і в українців. В деяких мовах нейтральний, в інших з негативною конотацією. В Україні, внаслідок тривалого впливу норм російської мови вживання цього етноніма здобуло негативне забарвлення і в сучасній українській мові вважається застарілим[4][5]. Попри це, у деяких регіонах (які тривалий час перебували в складі Польщі, Австро-Угорської імперії), а також в літературних джерелах збереглося необразливе, традиційне використання цього етноніма для означення євреїв[6]. В російській же мові цей етнонім використовували[коли?] і використовують лише з негативною конотацією.

Десять заповідей молодим дівчатам. Заповідь седьма: Ніколи не кохай кацапа (Василь Гулак, 1918).

- Кацапи (збірн. кацапня) — зневажливе прізвисько росіян, яке вживають переважно українці, а також поляки й білоруси.
- Кайк (англ. Kike) — зневажливе прізвисько євреїв, переважно східноєвропейських.
- Кокні (англ. cockney) — зневажливо-глузливе прізвисько уродженця Лондона з середніх і нижчих верств населення.
- Кугути — екзонім, зневажливо-глузлива назва жителів українського села (походить від «когут» — півень).
- Лаймі — переважно північноамериканське прізвисько британців.
- Латінос (англ. latinos < ісп. latinos — множина від latino) — назва латиноамериканців або американців США південноамериканського походження білим населенням США європейського походження.
- Жабоїди (від англ. frogeaters) — прізвисько французів. Були названі так англійцями під час наполеонівських війн.
- Ляхи (походження неясне) — зневажливе прізвисько для позначення поляків у східних слов'ян.
- Макаронники (фр. macaronis) — обсценна або іронічно-глузлива назва італійців в англійському, німецькому та французькому мовних просторах.
- Микола — назва українців у росіян, яка ґрунтується на популярному українському імені Микола.
- Москалі — екзонім росіян, уживаний серед українців, білорусів та поляків.
- Моффі (від нім. Muffig — затхлий, запліснявілий) — зневажлива назва німцями голландців.
- Ніґер (англ. nigger) — зневажливе позначення негрів у США. В наш час також слово негр (англ. Negro) в англомовних країнах вважається расистським та образливим, тому заміняється нейтральними Afro-American, Black American чи просто black.
- Поляк (англ. polak) — зневажлива назва людей недалекого розуму в США. Походить від самоназви поляків.
- Пшеки — зневажливе прізвисько для позначення поляків. Вживається переважно в Росії. Звуконаслідувальне. Пов'язане з великою кількістю у польській мові звукосполучень із приголосними [р], вибухові + [ш], [ж], які досить рідко трапляються в інших мовах.
- Піндоси (рос. пиндос, пиндосы; похідний топонім — «Піндостан») — зневажливе прізвисько греків у Причорномор'ї та Приазов'ї, а пізніше - американців в Росії. Використовують переважно росіяни в російських соціальних мережах.
- Почо (англ. Pocho / pocha, незмінюване) — (Південний захід США, Мексика) прикметник: Позначення для людини мексиканського походження, яка частково або повністю асимілювалася в американській культурі[7].
- Рю́сся (фін. ryssä) — зневажливе фінське прізвисько росіян[8].
- Тибла (ест. tibla, вважається похідним від російської лайки) — зневажливе прізвисько росіян або російськомовних неестонців у розмовній естонській мові.
- Фріци (від поширеного прізвища Fritz, Фріц чи імені — зменшувальної форми від Фрідріх) в Німеччині) — використовують у російськомовному просторі для зневажливого позначення німців, як етносу. Як прізвисько почало використовувати за часів Першої світової війни. В Німеччині використовують теж, але скоріш з в з жартівливою або панібратською конотацією (наприклад: «Старий Фріц» — прусський король Фрідріх Великий).
- Хачі (рос. Хачи) — зневажливе позначення вірмен і вихідців з Кавказу росіянами.
- Хохли (рос. хохлы) — екзонім, російська зневажлива назва українців.
- Чурка — зневажлива назва уродженців Азії і Європи (переважно Середньої Азії і Південної Європи) або Кавказу.
- Чучмек — зневажлива назва чукч.
- Чухонець (рос. чухонец, збірн. чухна) — глузливе прізвисько представників фіно-угорських народів росіянами.
- Янкі (англ. yankee, в українській мові незмінюване) — назва жителів Нової Англії; пізніше, у ширшому сенсі, — жартівлива самоназва жителів США в цілому. Запозичене з нідерландської мови.